# Sphaerodactylus savagei
Sphaerodactylus savagei är en ödleart som beskrevs av  Shreve 1968. Sphaerodactylus savagei ingår i släktet Sphaerodactylus och familjen geckoödlor. IUCN kategoriserar arten globalt som livskraftig.

## Underarter
Arten delas in i följande underarter:
- S. s. juanilloensis
- S. s. savagei